# Didier Agathe
Didier Fernand Agathe (ur. 16 sierpnia 1975 w Saint-Pierre) – francuski piłkarz pochodzenia reuniońskiego, występujący na pozycji pomocnika. 

## Kariera
Agathe karierę rozpoczął w zespole Montpellier HSC z Division 1. Przed debiutem w jego barwach był wypożyczony do trzecioligowego Olympique Alès, w którym spędził sezon 1996/1997. Następnie wrócił do Montpellier, a w Division 1 zadebiutował w sezonie 1998/1999. Był to zremisowany 2:2 mecz przeciwko AJ Auxerre, rozegrany 23 kwietnia 1999. Na boisku pojawił się wówczas w 57. minucie, w miejsce Didiera Thimothée. Dla Montpellier zagrał jeszcze w jednym ligowym spotkaniu.
W połowie 1999 roku przeszedł do szkockiego Raith Rovers ze Scottish Division One i spędził tam sezon 1999/2000. W lipcu 2000 został zawodnikiem Hibernianu, grającego w Scottish Premier League. W lidze tej zadebiutował 30 lipca 2000 w zremisowanym 0:0 meczu z Heart of Midlothian FC, zaś 5 sierpnia 2000 w wygranym 3:0 spotkaniu z Dundee United strzelił dwa gole, swoje pierwsze w SPL. 
Po dwóch miesiącach, we wrześniu 2000 odszedł do ligowego rywala – Celtiku. 21 maja 2003 zagrał w finałowym meczu Pucharu UEFA, przegranego po dogrywce 2:3 z FC Porto. W ciągu 6 lat gry dla Celtiku, zdobył z nim trzy mistrzostwa Szkocji (2001, 2002, 2004), trzy Puchary Szkocji (2001, 2004, 2005), a także Puchar Ligi Szkockiej (2001). W lutym 2006 kontrakt Agathe został rozwiązany.
Przed sezonem 2006/2007 dołączył do angielskiej Aston Villi. W Premier League swój pierwszy mecz rozegrał 14 października 2006 przeciwko Tottenhamowi Hotspur (1:1). W barwach Aston Villi wystąpił w pięciu ligowych meczach. W styczniu 2007 nie przedłużono wygasającego kontraktu Agathe.
Następnie został graczem reuniońskiego klubu JS Saint-Pierroise, z którym w 2008 roku zdobył mistrzostwo Reunionu. W 2010 roku zakończył tam karierę.

## Statystyki
| Rozgrywki               | Poziom | Kraj    | Mecze | Bramki |
| ----------------------- | ------ | ------- | ----- | ------ |
| Division 1              | I      | Francja | 2     | 0      |
| Championnat National    | III    | Francja | 29    | 4      |
| Scottish Premier League | I      | Szkocja | 126   | 13     |
| Scottish Division One   | II     | Szkocja | 30    | 7      |
| Premier League          | I      | Anglia  | 5     | 0      |
| Liga Mistrzów           | –      | –       | 16    | 0      |
| Liga Mistrzów (kw.)     | –      | –       | 6     | 2      |
| Puchar UEFA             | –      | –       | 18    | 0      |